# Januar 1985
Portal Geschichte | Portal Biografien | Aktuelle Ereignisse | Jahreskalender | Tagesartikel

◄ |
19. Jahrhundert |
20. Jahrhundert
| 21. Jahrhundert

◄ |
1950er |
1960er |
1970er |
1980er
| 1990er | 2000er | 2010er | ►

◄ |
1981 |
1982 |
1983 |
1984 |
1985
| 1986 | 1987 | 1988 | 1989 | ►

◄ |
Oktober 1984 |
November 1984 |
Dezember 1984 |
Januar 1985 |
Februar 1985 |
März 1985 |
April 1985 |
►
Dieser Artikel behandelt aktuelle Nachrichten und Ereignisse im Januar 1985.

## Tagesgeschehen

### Dienstag, 1. Januar 1985
- Bern/Schweiz: Der CVP-Politiker Kurt Furgler, Bundespräsident der Jahre 1977 und 1981, übernimmt zum dritten Mal das Amt des Bundespräsidenten.[1]
- Bern/Schweiz: Die Nutzung der Nationalstrassen ist ab heute abgabenpflichtig. Die Vignetten für Personenkraftwagen kosten 30 Schweizer Franken und haben zwölf Monate Gültigkeit. Für den Schwerlastverkehr besteht eine gesonderte Abgabe.[2][3]
- Bonn/Deutschland: In den so genannten „Dritten Fernsehprogrammen“ des öffentlich-rechtlichen Rundfunks darf ab heute TV-Werbung ausgestrahlt werden. Die Regierungschefs der unionsgeführten Länder bezweifeln die Verfassungsmäßigkeit dieser Entwicklung und prüfen rechtliche Schritte.[4]
- Ingolstadt/Deutschland: Der zur Volkswagen AG gehörende Kraftfahrzeughersteller Audi NSU Auto Union AG trägt ab heute den Namen „Audi AG“.[5]
- Los Angeles/Vereinigte Staaten: An der University of California richtet Jonathan Postel – als Einzelperson identisch mit der Internet Assigned Numbers Authority (IANA) – im Arpanet die erste generische Domain (.net) ein. Am gleichen Tag wird die erste Second-Level-Domain registriert. Sie lautet nordu.net und adressiert den ersten Root-Name-Server.[6]
- New York/Vereinigte Staaten: Australien, Dänemark, Madagaskar, Thailand sowie Trinidad und Tobago werden neue nichtständige Mitglieder im Sicherheitsrat der Vereinten Nationen.[7]
- Nuuk/Dänemark: Die autonome Insel Grönland ist gemäß Volksabstimmung vom 23. Februar 1982 kein Bestandteil der Europäischen Wirtschaftsgemeinschaft mehr.[8]
- Rom/Italien: Italien übernimmt von Irland den Vorsitz im Rat der Europäischen Union. Das Amt des Regierungschefs der EWG erhält Bettino Craxi.[9]

### Samstag, 5. Januar 1985
- Khartum/Sudan: Der Sudan informiert die Vereinigten Staaten über seinen Ausstieg aus der Operation Moses. In dieser flog die belgische Fluggesellschaft Trans European Airways seit November 1984 mit Zustimmung des Sudans auf Veranlassung von Israel mehrere 1.000 jüdische Flüchtlinge aus Äthiopien von der Hauptstadt des Sudans Khartum in die belgische Hauptstadt Brüssel und anschließend nach Israel. Nachdem die israelische Zeitschrift Neqodah die geheimen Flüge aufdeckte, bestätigte der israelische Ministerpräsident Schimon Peres die Operation am 3. Januar. Ursprünglich sollten noch rund 1.000 jüdische Flüchtlinge ausgeflogen werden. Sie bleiben nun im Sudan.[10]

### Sonntag, 6. Januar 1985
- Bischofshofen/Österreich: Jens Weißflog aus der DDR gewinnt zum zweiten Mal in Folge die Vierschanzentournee. Bei der diesjährigen 33. Auflage siegt er vor Matti Nykänen aus Finnland.[11]

### Montag, 7. Januar 1985
- Brüssel/Belgien: Der französische Politiker Jacques Delors (Parti socialiste) wird Nachfolger des Luxemburgers Gaston Thorn als Präsident der Europäischen Kommission.[12]

### Mittwoch, 9. Januar 1985
- Kitakyūshū/Japan: Mit der Einschienenbahn Kitakyūshū nimmt die Aktiengesellschaft Kitakyūshū K. T. auf einer Strecke von circa 8 km die zweitlängste Einschienenbahn des Landes im öffentlichen Personennahverkehr in Betrieb.[13]

### Montag, 14. Januar 1985
- Nueva Gerona/Kuba: Das Torneo Nacional de Boxeo Playa Girón 1985, die 24. Austragung der nationalen kubanischen Meisterschaften im Amateurboxen, beginnt. Es dauert bis zum 25. Januar an dem die Meistertitel in zwölf Gewichtsklassen vergeben werden.

### Sonntag, 20. Januar 1985
- Chicago/Vereinigte Staaten: Die Millionenstadt am Michigansee erlebt den kältesten Tag, seit es moderne Wetteraufzeichnungen gibt. Am Flughafen O’Hare zeigt das Thermometer am frühen Morgen −33 °C. Die gefühlte Temperatur wird mit −51 °C noch deutlich unter diesem Wert angegeben.[14][15]
- Stanford/Vereinigte Staaten: Der Super Bowl XIX im American Football zwischen den San Francisco 49ers und den Miami Dolphins endet 38:16.[16]
- Washington, D.C./Vereinigte Staaten: Ronald Reagan von der Republikanischen Partei wird auf seine zweite Amtszeit als Präsident der Vereinigten Staaten vereidigt. Da der 20. Januar dieses Jahr auf einen Sonntag fällt, findet die Zeremonie im Weißen Haus statt. Die traditionsreiche Feier unter freiem Himmel ist für den folgenden Tag geplant.[17]

### Montag, 21. Januar 1985

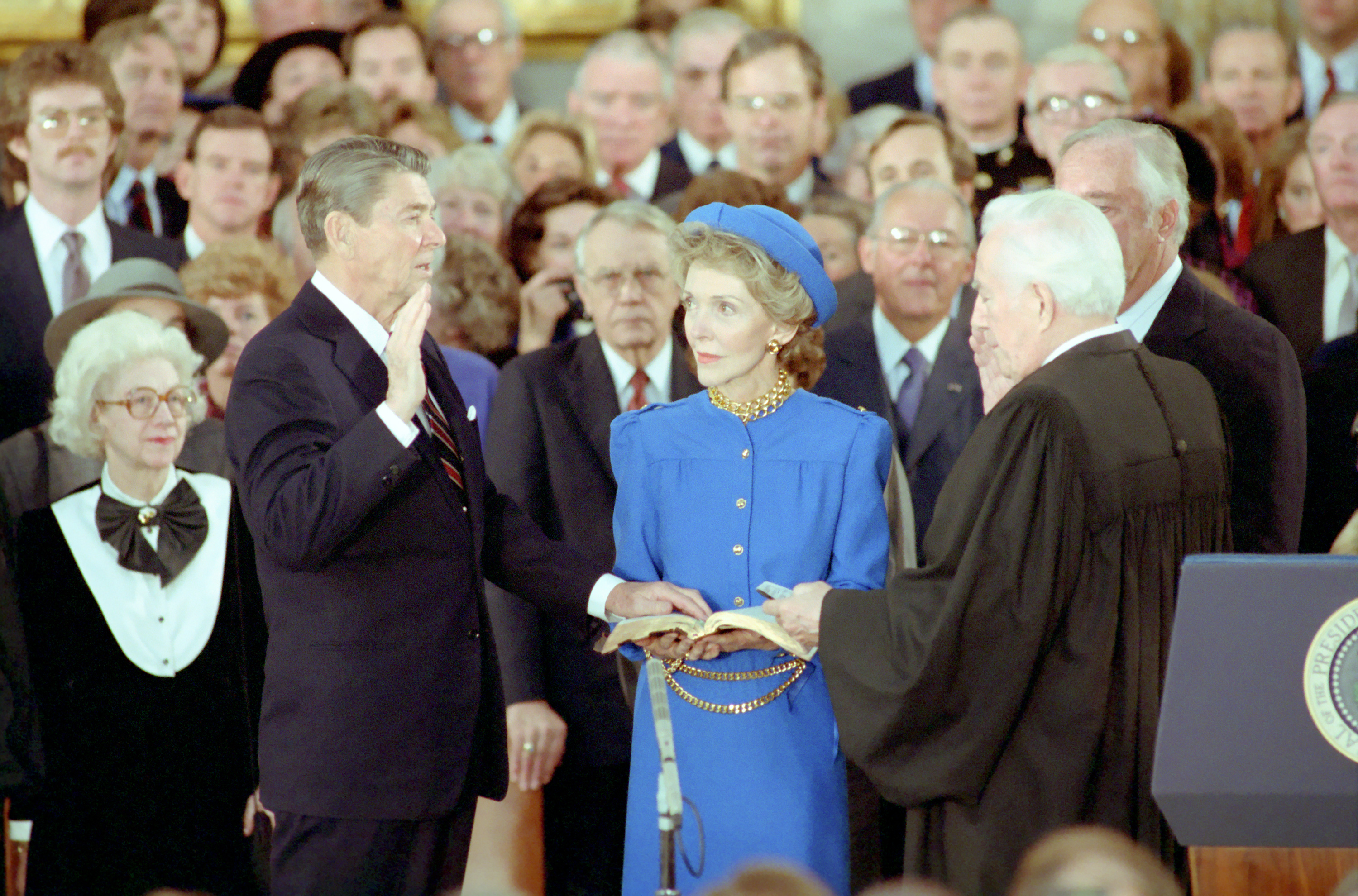
Ronald Reagans zweite Amtseinführung

- Washington, D.C./Vereinigte Staaten: Wegen eines Kälteeinbruchs findet die öffentliche Wiederholung der gestrigen Vereidigung des US-Präsidenten Ronald Reagan auf dessen zweite Amtszeit nicht im Freien statt, sondern in der Rotunde des Kapitols.[18]

### Mittwoch, 23. Januar 1985
- Berlin/Deutschland: Die Fernsehsendung ZDF-Hitparade wird erstmals von Viktor Worms moderiert. Er ist Nachfolger von Dieter Thomas Heck, der die Sendung im Jahr 1969 im deutschen Fernsehen etablierte.[19]

### Donnerstag, 24. Januar 1985
- Schwechat/Österreich: Der Bundesminister für Landesverteidigung Friedhelm Frischenschlager (FPÖ) begrüßt den wegen Kriegsverbrechen zur Zeit des Nationalsozialismus in Italien verurteilten Major der einstigen Schutzstaffel der NSDAP Walter Reder nach dessen Haftentlassung in Italien auf dem Flughafen Wien-Schwechat mit einem Handschlag und löst damit in weiten Teilen der Gesellschaft, nicht zuletzt unter Politikern des größeren Koalitionspartners SPÖ, Befremden bis Entsetzen aus. Die Zukunft der Koalition ist gefährdet.[20]

### Freitag, 25. Januar 1985
- Bonn/Deutschland: Ohne Gegenstimme stellen die Mitglieder des Bundestags fest, „dass die als Volksgerichtshof bezeichnete Institution“, die 1934 zur Aburteilung von Widerständlern gegen die Diktatur der NSDAP eingerichtet wurde, ein „Terrorinstrument zur Durchsetzung der nationalsozialistischen Willkürherrschaft“ war. Fast 40 Jahre nach dem Ende des Zweiten Weltkriegs spricht das Parlament damit den Entscheidungen des Sondergerichts die rechtliche Wirksamkeit ab.[21][22][23]

### Sonntag, 27. Januar 1985
- Beverly Hills/Vereinigte Staaten: Bei der Verleihung der 42. Golden Globe Awards gewinnt der Film Amadeus des tschechisch-amerikanischen Regisseurs Miloš Forman über den Komponisten Wolfgang Amadeus Mozart in der Kategorie Bester Film (Drama). Den Preis als bester männlicher Hauptdarsteller (Drama) erhält Fahrid Murray Abraham, der eine Hauptrolle in Amadeus spielt. Bei den weiblichen Hauptdarstellerinnen fällt die Wahl auf Sally Field für ihre Leistung in dem Film Ein Platz im Herzen.[24][25]

## Weblinks

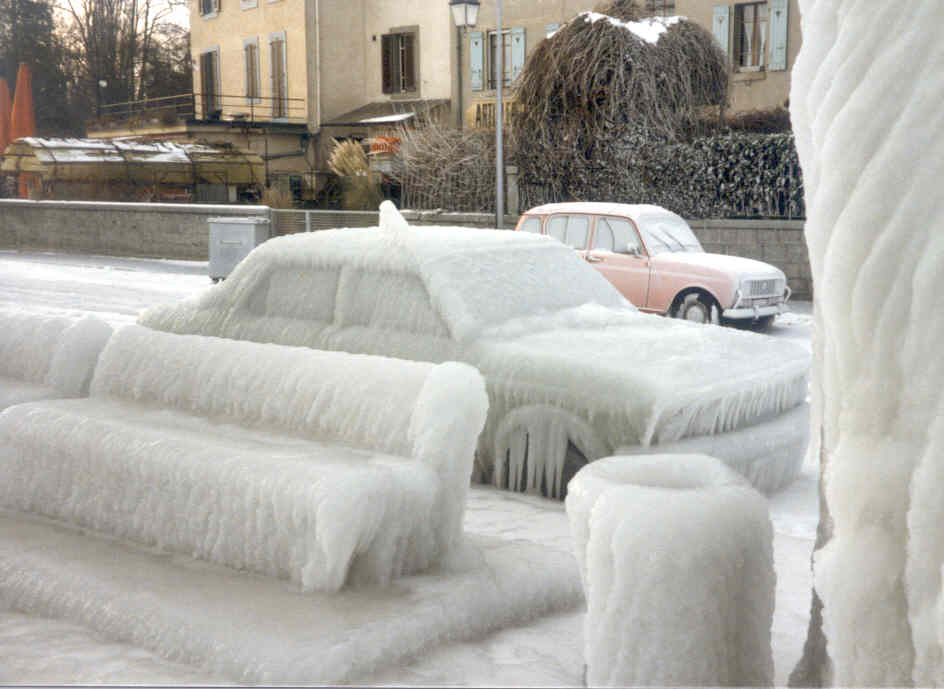
Kanton Genf im Januar 1985